# Народы Астраханской области

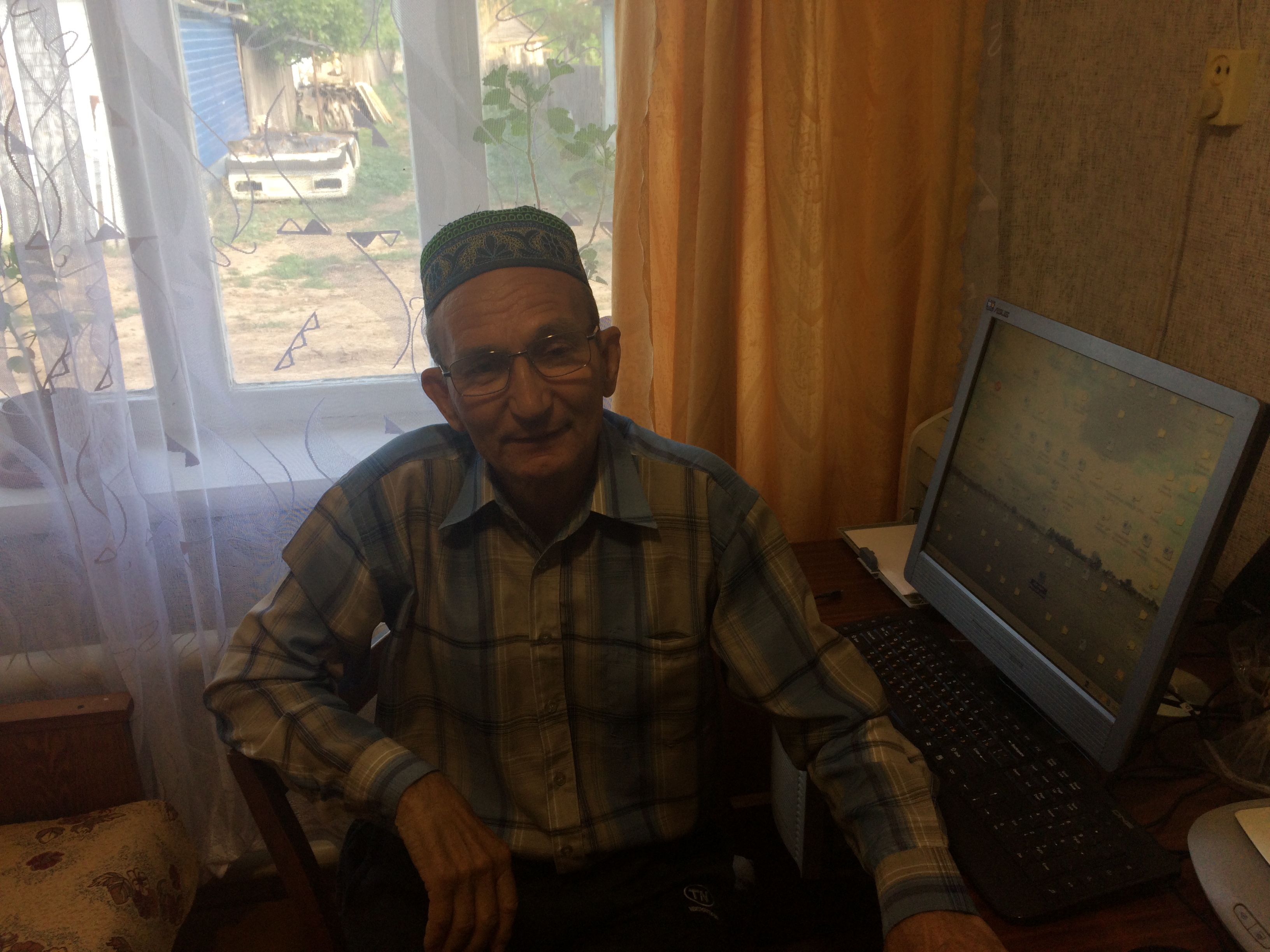
Историк-краевед Ш. К. Сиражетдинов, булгаринский татарин

Народы Астраханской области — совокупность этнических групп, проживающих на территории Астраханской области — одного из наиболее многонациональных субъектов Российской Федерации. В большей части населённых пунктов сельского типа в этом регионе большинство составляют не русские, а представители тюркских, кавказских и монгольских народов. Русские же сконцентрированы в городах, на которые в сумме приходится более половины населения региона. Немногочисленные крупные сёла с населением более двух тысяч человек также заселены преимущественно русскими. 
Большая часть народов региона представлена не только в Астраханской области, и большинство их представителей проживает за её пределами в соответствующих автономиях в составе России (Чечня, Дагестан, Калмыкия) и национальных государствах (Казахстан, Туркменистан).
Помимо народов, более подробно описанных ниже, на территории области также проживает значительное количество цыган, сконцентрированных в посёлках Советский, Свободный и Янго-Аул в городской черте Астрахани. В самом городе также существуют армянская, азербайджанская, грузинская, украинская диаспоры. Отдельные компактные группы переселенцев — представителей разных народов из самых разных регионов России и бывшего СССР встречаются по всему региону. Так, например, в селе Зензели на западе Лиманского района проживает латышское меньшинство, а село Сасыколи было основано чувашами.

## Народы, преобладающие в каких-либо населённых пунктах

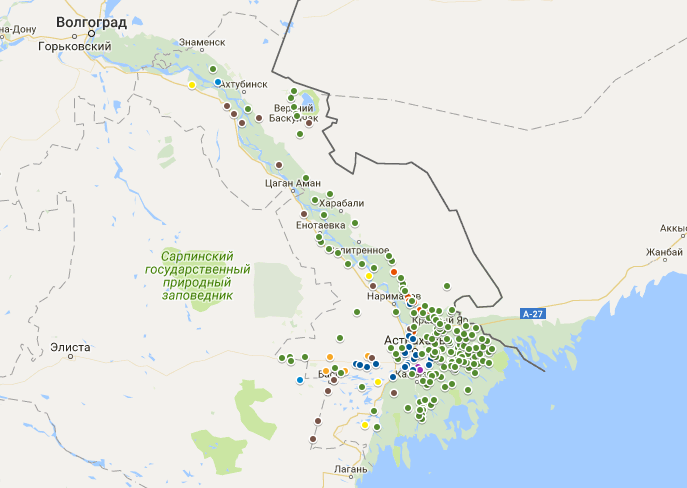
Карта расселения народов Астраханской области

В 221 из 418 сельских населённых пунктов Астраханской области преобладает или составляет относительное большинство какой-либо народ кроме русских. Перепись населения выделяет восемь таких народов, указанных в таблице ниже. Города, посёлки городского типа и рабочие посёлки в этой таблице не учтены. Крупнейший населённый пункт для того или иного народа приводится лишь из числа тех, где данный народ составляет большинство. При этом для многих этнических групп существует другой населённый пункт, где их численно больше, но в процентном соотношении они остаются в меньшинстве.
| Народ    | Численность (тыс. чел.) | Крупнейший н. п.  | Всего н. п. |
| -------- | ----------------------- | ----------------- | ----------- |
| Казахи   | 142,6                   | Володарский       | 163         |
| Татары   | 70,6                    | Старокучергановка | 20          |
| Чеченцы  | 10,0                    | Басинск           | 16          |
| Ногайцы  | 4,6                     | Растопуловка      | 9           |
| Калмыки  | 7,2                     | Ики-Чибирский     | 4           |
| Даргинцы | 3,6                     | Джурак            | 4           |
| Туркмены | 2,2                     | Фунтово-1         | 3           |
| Кумыки   | 1,4                     | Громов            | 2           |

## Казахи
На территории региона казахи (тюрки) компактно проживают в Красноярском, Володарском и Камызякском районах, отдельные казахские поселения встречаются и в других районах области. Будучи вторым по численности народом в Астраханской области, казахи оказывают значительное влияние на этнокультурные и языковые процессы в регионе. Они проживают на данной территории много веков, и ареал их расселения примыкает к границам Казахстана, поэтому можно говорить о некоем континууме и сохранении единства с казахами Казахстана и их языком, хотя, конечно, есть и некоторые незначительные различия.

## Татары и ногайцы
Третьим (после русских и казахов) по численности народом региона по данным переписи  являются татары. Большую часть татар в Астраханской области, составляют собственно астраханские татары — этнографическая группа в составе татарского народа, говорящий на ногаизированном идиоме, пока не изученном лингвистами. Перепись считает татарами юртовцев, алабугатов и часть карагашей и кундровцев. Эти группы не были признаны отдельными народами в советское время. Таким образом, четыре этнических группы, сконцентрированные на территории Астраханской области, не отмечены в переписи и таблице преобладающих в населённых пунктах этнических групп, но также играют определённую роль в этнокультурной картине регионе:
- карагаши (ногайцы-карагаши, кундровцы);
- утары (алабугатские татары, алабугаты);
- юртовцы (юртовские татары, нугай, ногай-джурт);
- кундровские татары.

Существует обособленная группа булгаринских татар, пришедших на территорию Астраханской области около века назад и сохранивших куда более тесные связи с казанскими татарами и татарами-мишарями.